# Georges Turlier
Georges Turlier (Saint-Hilaire-Fontaine, 16 de julio de 1931) es un deportista francés que compitió en piragüismo en la modalidad de aguas tranquilas.
Participó en los Juegos Olímpicos de Helsinki 1952, obteniendo una medalla de oro en la prueba de C2 10 000 m.

## Palmarés internacional
| Juegos Olímpicos | Juegos Olímpicos     | Juegos Olímpicos | Juegos Olímpicos |
| Año              | Lugar                | Medalla          | Competición      |
| ---------------- | -------------------- | ---------------- | ---------------- |
| 1952             | Helsinki (Finlandia) | Medalla de oro   | C2 10 000 m      |